# Szmolari
Szmolari (macedónul: Смолари) település Észak-Macedóniában, a Délkeleti körzetben, a Novo Szelo-i járásban.

## Népesség
| Lakosok száma | 852  | 918  | 963  | 986  | 913  | 810  | 628  | 659  | 312  |
|               | 1948 | 1953 | 1961 | 1971 | 1981 | 1991 | 1994 | 2002 | 2021 |

- 2002-ben 659 lakosa volt, akik mindannyian macedónok.